# Trilleholme-Flatö domänreservat
Trilleholme-Flatö domänreservat är ett naturreservat i Lidköpings kommun i Västra Götalands län.

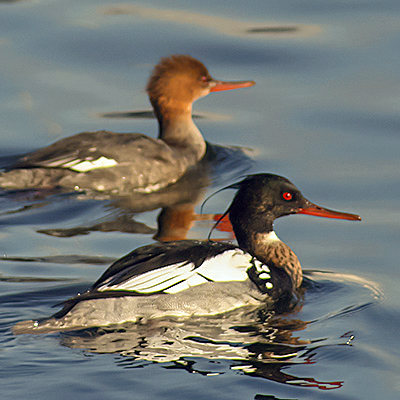
Småskrake

Området är skyddat sedan 1996 och är 5 hektar stort.
Detta domänreservat består av två mindre holmar, Trilleholme och del av Flatö. Den norra delen av Flatö ingår ej i reservatet. Holmarna ligger inom Kållands skärgårdars naturreservat. Båda öarna har mycket berg i dagen och klippstränder. Öarna är huvudsakligen bevuxna med gammal tallskog. Flera omkullfallna träd i olika förmultningsstadier finns i området liksom en del döda träd.
Markfloran är artfattig men representativ för mager tallskog.